# Mathilde Thomine Storm
Mathilde Thomine Hummervoll Storm, född 11 maj 2000, är en norsk skådespelerska.
Storm slog igenom som skådespelare i filmen Lejonkvinnan där hon spelade karaktären Eva. I filmen Spermageddon spelade hon en av de större rollerna som Cumilla. I TV-serien Rebound spelade hon Alex, en av huvudrollerna.

## Filmografi (i urval)
- 2016 – Lejonkvinnan
- 2023 – Ellos eatnu – Låt älven leva
- 2024 – Spermageddon
- 2025 – Rebound (TV-serie)